# Jacques Brel (métro de Bruxelles)
Pour les articles homonymes, voir Jacques Brel et Brel (homonymie).
Jacques Brel est une station de la ligne 5 du métro de Bruxelles située à Bruxelles, sur la commune d'Anderlecht.

## Situation
La station est située sous la rue de Glasgow. Elle est dédiée au chanteur belge Jacques Brel.
Elle est située entre les stations Aumale et Gare de l'Ouest sur la ligne 5.

## Histoire
Cette station est entrée en service le 6 octobre 1982. Depuis 2009, un dépôt de métro est établi à proximité ; il permet d'accueillir et d'entretenir les véhicules des lignes 2 et 6.

## Service aux voyageurs

### Accès
La station compte quatre accès :
- Accès no 1 : côté sud, angle des rues de Birmingham et de Glasgow (équipé d'un escalator) ;
- Accès no 2 : côté sud, angle de la rue de Birmingham et de l'avenue Norbert Gille (équipé d'un escalator) ;
- Accès no 3 : côté nord, angle sud de la rue de Glasgow et du boulevard Jules Graindor (équipé d'un escalator) ;
- Accès no 4 : côté nord, angle nord de la rue de Glasgow (partie piétonne) et du boulevard Jules Graindor (équipé d'un escalator).

### Quais
La station est de conception classique, avec deux voies encadrées par deux quais latéraux.

### Intermodalité
La station est desservie par les lignes 89 et 90 des autobus de Bruxelles.

## À proximité
- Clinique Sainte-Anne - Saint-Remi
- Leonidas
- Nestlé Belgilux